# NGC 3390
NGC 3390 (другие обозначения — ESO 437-62, MCG -5-26-7, IRAS10457-3116, PGC 32271) — спиральная галактика (Sb) в созвездии Гидра.
Этот объект входит в число перечисленных в оригинальной редакции «Нового общего каталога».
Галактика наблюдается с ребра и в ней заметно искривление тонкого диска. Оно вероятно вызвано гравитационным взаимодействием галактики в группе. 
Галактика NGC 3390 входит в состав группы галактик NGC 3390. Помимо NGC 3390 в группу также входят ESO 437-42 и ESO 437-56.